# Guercif
Guercif (in arabo جرسيف‎?; in berbero: ⴳⴰⵔⵙⵉⴼ) è una città del Marocco che, fino al 2009 ha fatto parte della provincia di Taza, per poi esserne scorporato e fare parte della nuova provincia omonima, situata nella Regione Orientale.
La città è anche conosciuta come Jarsīf o Garsif.